# Aeropuerto de Bastia-Poretta
El Aeropuerto de Bastia-Poretta es un aeropuerto de Francia situado en la isla de Córcega, que da servicio a la ciudad de Bastia. El aeropuerto es de tamaño pequeño y cuenta con una única terminal.

## Aerolíneas y destinos
Estas son las aerolíneas y los destinos del Aeropuerto de Bastia-Poretta:
| Aerolíneas            | Destinos |
| --------------------- | --- |
| Air Corsica           | Lyon, Marseille, Niza, París–Orly Estacional: Charleroi, Dole, Gothenburg, Toulon                                                                             |
| Air France            | París–Orly Estacional: Burdeos, Clermont-Ferrand, Lyon, Metz/Nancy, Montpellier, Nantes, París–Charles de Gaulle, Pau, Perpiñán, Rennes, Strasbourg, Toulouse |
| Air France Hop        | París–Charles de Gaulle Estacional: Burdeos |
| British Airways       | Estacional: Londres–Heathrow |
| easyJet               | Estacional: Basilea/Mulhouse, Bordeaux, Ginebra, Lisboa, Londres–Gatwick, Lyon, Nantes, París–Charles de Gaulle, Toulouse                                     |
| Eurowings             | Estacional: Berlín, Düsseldorf, Stuttgart |
| Lübeck Air            | Estacional: Berna, Lübeck |
| Lufthansa             | Estacional: Frankfurt, Múnich |
| Luxair                | Estacional: Luxemburgo |
| Norwegian Air Shuttle | Estacional: Copenhague, Estocolmo–Arlanda |
| Transavia             | Estacional: Brest, Gothenburg, Róterdam/La Haya |
| Volotea               | Estacional: Burdeos, Brest, Caen, Lille, Lyon, Montpellier, Nantes, Strasbourg, Toulouse                                                                      |

## Estadísticas
Ver fuente y consulta Wikidata.